# Paralelo 47 N
O Paralelo 47 N é um paralelo no 47° graus a norte do plano equatorial terrestre.

## Cruzamentos

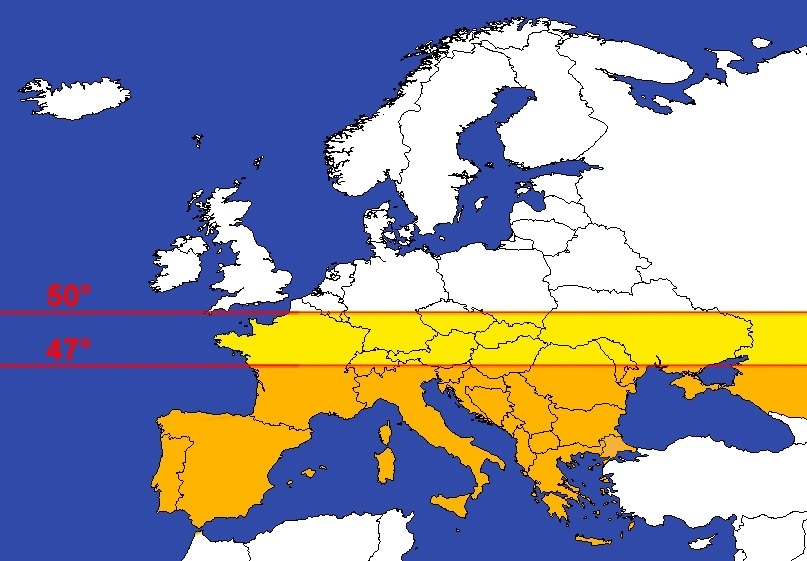
O paralelo 47 N atravessa vários países europeus.

Começando pelo Meridiano de Greenwich e tomando a direção leste, o paralelo 47° Norte passa por:
| País, território ou mar | Notas                                                                           |
| ----------------------- | ------------------------------------------------------------------------------- |
| França                  | Montsoreau cerca de 16 km                                                       |
| Suíça                   | Passa no Lago de Neuchâtel e no Lago dos Quatro Cantões; passa a norte de Berna |
| Áustria                 |                                                                                 |
| Itália                  | Cerca de 4 km                                                                   |
| Áustria                 | Cerca de 3 km                                                                   |
| Itália                  | Cerca de 7 km                                                                   |
| Áustria                 | Cerca de 14 km                                                                  |
| Itália                  |                                                                                 |
| Áustria                 |                                                                                 |
| Hungria                 | Passa no Lago Balaton                                                           |
| Roménia                 |                                                                                 |
| Moldávia                | Passa em Chișinău e na Transnístria                                             |
| Ucrânia                 |                                                                                 |
| Mar de Azov             | Baía Taganrog                                                                   |
| Rússia                  |                                                                                 |
| Cazaquistão             | Passa no extremo norte do Mar Cáspio                                            |
| China                   | Xinjiang (Turquestão Chinês)                                                    |
| Cazaquistão             |                                                                                 |
| China                   | Xinjiang (Turquestão Chinês) - cerca de 11 km                                   |
| Cazaquistão             |                                                                                 |
| China                   | Xinjiang (Turquestão Chinês)                                                    |
| Mongólia                |                                                                                 |
| China                   |                                                                                 |
| Mongólia                |                                                                                 |
| China                   |                                                                                 |
| Rússia                  |                                                                                 |
| Mar do Japão            |                                                                                 |
| Rússia                  | Ilha Sacalina                                                                   |
| Mar de Okhotsk          |                                                                                 |
| Rússia                  | Simushir, Ilhas Curilhas                                                        |
| Oceano Pacífico         |                                                                                 |
| Estados Unidos          | Washington Idaho Montana Dakota do Norte Minnesota                              |
| Lago Superior           |                                                                                 |
| Estados Unidos          | Wisconsin (Ilhas Apostle)                                                       |
| Lago Superior           |                                                                                 |
| Estados Unidos          | Michigan - Península de Keweenaw                                                |
| Lago Superior           |                                                                                 |
| Canadá                  | Ontário Quebec                                                                  |
| Estados Unidos          | Maine                                                                           |
| Canadá                  | Nova Brunswick                                                                  |
| Golfo de São Lourenço   | Estreito de Northumberland                                                      |
| Canadá                  | Ilha do Príncipe Eduardo                                                        |
| Golfo de São Lourenço   |                                                                                 |
| Canadá                  | Nova Escócia (Ilha do Cabo Breton)                                              |
| Estreito de Cabot       |                                                                                 |
| Oceano Atlântico        |                                                                                 |
| São Pedro e Miquelão    | Ilha Miquelon                                                                   |
| Oceano Atlântico        |                                                                                 |
| Canadá                  | Terra Nova e Labrador (Península de Burin, Terra Nova)                          |
| Baía de Placentia       |                                                                                 |
| Canadá                  | Terra Nova e Labrador (Península de Avalon, Terra Nova)                         |
| Oceano Atlântico        |                                                                                 |
| França                  | Ilha de Noirmoutier e continente                                                |